# Viagrande
Viagrande es una localidad italiana de la provincia de Catania , región de Sicilia, con 7.819 habitantes.

Ubicación de la ciudad de Viagrande dentro de la provincia de Catania.

## Evolución demográfica
| Gráfica de evolución demográfica de Viagrande entre 1861 y 2001 |
|                                                                 |
| Fuente ISTAT - elaboración gráfica de Wikipedia                 |